# Fundação Universidade do Cinema
A Universidad del Cine (FUC) é uma universidade privada sem fins lucrativos situada no bairro de San Telmo, em Buenos Aires, Argentina. Fundada em 1991 por Manuel Antin, que atualmente ocupa o cargo de reitor, a instituição se dedica ao ensino de cinema e artes da mídia. A FUC oferece programas de graduação, pós-graduação e especializações, visando formar profissionais qualificados na área audiovisual.

## Sobre a Universidade do Cine
Desde sua fundação, a Universidad del Cine (FUC) estabeleceu três objetivos ambiciosos: criar um espaço de criação que facilite o surgimento e a realização de novos projetos; valorizar a educação cinematográfica, integrando-a em um contexto de educação integral e humanista; e tornar-se um centro de produção que aprofunde sua atuação educativa e possibilite a inserção de seus alunos no mercado profissional. Localizada em San Telmo, o bairro histórico de Buenos Aires, a FUC tem promovido, desde o início, uma atividade constante que impulsiona o cinema argentino.

## Escolas e estudos

### Escola de Cinematografia (Facultad de Cinematografía)
Fonte: 
- Programas de graduação:
- Direcção de Cinematografia
- Escenário (Guión Cinematográfico)
- Iluminação e câmera (Iluminación y Cámara Cinematográficas)
- Escenografia e Costume (Escenografia e Vestuário Cinematográficos)
- Edição de filmes (Compaginación Cinematográfica)
- Produção (Producción Cinematográfica)
- História, Teoria e Crítica Cinematográfica
- Animação e Multimédia (Cine de Animación y Multimedia)
- Programas de pós-graduação:
- Mestrado em cinema documental (Maestría encine documental)  (Documento da Maestría encine)

### Escola de Comunicação (Facultad de Comunicación)
Fonte: 
- Programas de graduação:
- Artes Visuais
- Design gráfico (Diseño Gráfico)
- Processos Educativos

## Produção de filmes
A cada ano, a Universidad del Cine produz mais de 150 curtas-metragens, documentários e séries web. Entre 1996 e 2008, a instituição também produziu seis longas-metragens dirigidos por seus estudantes:
- Moebius (1996)
- Bad Times (1998)
- Apenas para hoje 2000)
- Mercano o Marciano (2002)
- Vésperas (2006)
- Gost de Buenos Aires (2008)

Após 2008, a Universidad del Cine dá apoio aos estudantes para a produção de seus próprios filmes.

## Infraestrutura e recursos
A Universidad del Cine está equipada para a produção e pós-produção de imagens e sons em formatos de vídeo profissionais, além de filme em 16mm e 35mm. Destaca-se o Laboratório de processo de filme negativo de cor em 16mm, que é o único laboratório sem fins lucrativos desse tipo na América Latina, voltado para produções acadêmicas e experimentais. A instituição conta ainda com dois sets de filmagem, oficinas de animação tradicional e digital, além de um auditório e uma sala de exibição. A Biblioteca e a Videoteca da Argentina são especializadas em artes audiovisuais, com ênfase no cinema argentino, possuindo cerca de 12.000 obras bibliográficas e 7.000 títulos de vídeos.

## Comunicado sobre o Falecimento de Manuel Antin
Em 5 de setembro de 2024, a Universidad del Cine (FUC) lamentou o falecimento de seu reitor, Manuel Antin, aos 98 anos. Antin foi um destacado cineasta e roteirista argentino, cuja carreira teve início com a adaptação de contos de Julio Cortázar, contribuindo para a renovação estética do cinema argentino nos anos 1960.
Durante a década de 1970, Antin dirigiu uma série de filmes históricos, como "Don Segundo Sombra" e "Juan Manuel de Rosas", além de produzir documentários para televisão sobre personalidades da cultura argentina. Sua paixão pela literatura se refletiu em suas obras como roteirista, dramaturgo e poeta, incluindo suas duas novelas, "Alta la luna" (1958) e "Los venerables todos" (1962).
Antin também desempenhou um papel essencial durante a transição democrática na Argentina, atuando como diretor do Instituto Nacional de Cinema. Em 1991, fundou a Universidad del Cine, que se consolidou como um dos principais centros de formação de profissionais do audiovisual na América Latina.
Reconhecido por seu papel como mentor, Antin apoiou constantemente as produções de alunos e graduados. Seu legado no cinema argentino é vasto e inclui prêmios como o Prêmio Cóndor de Plata e a Mención de Honor da Câmara de Senadores da Nação. Até seu falecimento, Antin exerceu sua função como reitor da FUC, instituição que imaginou e dirigiu por mais de 30 anos.

## Acordos de intercâmbio de estudantes
A Universidad del Cine celebrou acordos de intercâmbio de estudantes com outras escolas de cinema:
Espanha
- UNIVERSIDAD POMPEU FABRA http://www.upf.edu
- Universidade de León http://www.unileon.eshttp://www.unioneon.es
- ESCOLA DE CINEMA & AUDIOVISUALS DE CATALUNYA centro adscrito a la UB (Universidade de Barcelona) https://web.archive.org/web/20171029142305/http://www.escac.es/

França
- Escola Nacional de Arte de Paris - CERGY (ENSAPC) http://www.ensapc.fr/
- A LFEMIS (École Nationale Supérieure des métiers de l'image et du fils) http://www.femis.fr

Reino Unido
- A Universidade de Edimburgo http://www.ed.ac.uk

Suíça
- ZÜRCHER HOCHSCHULE DER KÜNSTE (Universidade das Artes de Zurique-ZHdK) https://www.zhdk.chO que é o "Hotline"
- HEAD HAUTE ÉCOLE D'ART ET DE DESIGN http://www.hesge.ch

República Tcheca
- FAMU http://international.famu.cz/

Portugal
- ESCOLA SUPERIOR DE TEATRO E CINEMA - ESTC https://www.estc.ipl.pt Estec.ipl.pt

Alemanha
- Filmakademie BADEN - WÜRTTEMBERG http://www.filmakademie.de/en
- O Instituto de Filmes e Televisão (Hochschule für Film und Fernsehen "Konrad Wolf") - Potsdam http://www.filmuniversitaet.de
- Hochschule FUR FERNSEHEN und Film MÜNCHEN (HFF Munique)

Coreia do Sul
- Universidade Nacional de Artes da Coreia (K-Arts) http://www.karts.ac.kr

Finlândia
- AALTO UNIVERSITY SCHOOL OF ARTS, DESIGN AND ARCHITECTURE http://www.aalto.fi

Bélgica
- Escola de Artes da LUCA http://www.luca-arts.be

## Autoridades da Universidad del Cine
- Reitor: Manuel Antin
- Vice-reitor: Arq. Mario A. Santos
- Secretário Académico: Prof. Graciela Fernández Toledo
- Chefe de Assuntos Internacionais: Arq. Maria Marta Antin
- Secretário Técnico: Lic. Blanca Carballo